# David Franco Monthiel
David Monthiel es un escritor en lengua castellana nacido en Cádiz en 1976.

## Novela
- Carne de carnaval (El Paseo, 2017)
- Las niñas de Cádiz (El Paseo, 2018)
- Nuestra señora de la esperanza, Premio Internacional de Novela Negra L'H Confidencial, 2019 (Roca Editorial, 2019)
- Historia provincial de la infamia, Premio Kutxa Ciudad de Irún, 2021 (Algaida Editores, 2021)
- Cartago será destruida (El Paseo, 2024)

## Ensayo
- Historia general del Carnaval de Cádiz (El Paseo, 2021)
- Historias del Carnaval de Cádiz que nunca te contaron (El Paseo, 2025)

## Obra poética
- Apuntes para una teoría del valor (Olifante Ediciones de poesía, 2013). ISBN: 9788492942589
- Libro de la servidumbre (Editorial Germanía, 2011).ISBN 978-84-92587-60-5
- Apuntes de la servidumbre (Cuadernos Caudales de Poesía, 2009).
- Las cenizas de Salvochea (Baile del sol, 2008).ISBN 978-84-92528-15-8
- Aforos completos y otros mínimos aforismos (Ediciones del 4 de agosto de 2007).    ISBN 978-84-96686-38-0
- Renta básica de olvido (Ayuntamiento de Lepe, 2004).

Antologado en Poesía y Realidad y en Poesía y Capitalismo (Fundación Juan Ramón Jiménez, 2003 y 2008), en Once poetas críticos en la poesía española reciente (Baile del Sol, 2007), en Poesía viva de Andalucía (Universidad de Guadalajara, México, 2006), en Lo que queda del naranjo. Palestina en el corazón (Diputación de Málaga, 2009), en El árbol talado que retoña. Homenaje a Marcos Ana (Editorial El Páramo, 2009),en 102 razones para recordar a Salvochea (AAFM, 2009), en Puta Poesía (Luces de Gálibo, 2011) y en 65 Salvocheas (Quorum Editores, 2011).

## Relatos
- Yuri Gagarin que estás en los cielos (Colección Alumbre, Servicio de Publicaciones de la Diputación de Cádiz, 2011)

## Corto documental
- La memoria fantasma ganador de la edición de DocuExprés Alcances 2017 dentro del Festival de cine documental Alcances, 2017. Nominado a los premios Asecan.
- La mirada caníbal, DocuExprés Alcances 2019.
- Guy Debord en Cádiz, mención especial del jurado de DocuExprés 2020.
- CAD Z SIG O X I ganador de la edición de DocuExprés Alcances 2022 dentro del Festival de cine documental Alcances, 2022.

## Música
- Cádiz dentro de un piano, junto a Javier Galiana (Bum Creaciones S.L. 2018)
- Teoría del valor, junto a Music Komite (2023)
- Manolo y Curra, Javier Galiana y María la Mónica (2020)